# トゥーストゥーピッドドッグス
『トゥーストゥーピッドドッグス』 （原題：2 Stupid Dogs）は、1993年から1995年にかけて作られたアメリカのテレビアニメ番組。ハンナ・バーベラ・カートゥーン制作。
作者は、ドノヴァン・クック。日本では、カートゥーン ネットワークで放送されていた。タイトルを訳すと、「二匹のバカ犬」。一本6～7分程度の三本立てで、真ん中に超秘密探偵クルクルを入れるオムニバス形式。

## 内容
二匹の野良犬、リトルドッグとビッグドッグは、見た目も性格も正反対。共通点は、二匹とも常にごはんを探しているという所。ごはんやホネを探してあちこちに現れるが、犬だからなのか、頭が悪いからなのか、やること言うことが突拍子もない。そんな二匹の日常を切り取ったような話。

## 登場人物
- リトルドッグ　声:青山穣/原語版:マーク・シフ
外見は胴長短足のダックスフントに似ている（本当の犬種は不明）小さな犬。おしゃべりで落ち着きがなく、なにかと大げさに大騒ぎし、踊り、歌う。気が小さいが態度はデカい。早口言葉と早とちりが得意。好きな物は、ボール、ホネ、ごはん。苦手な物はネコ、文字の読み書き。

- ビッグドッグ　声:田中総一郎/原語版:ブラッド・ギャレット
外見は牧羊犬に似た（リトルドッグと同じく犬種は不明）大きな犬。昔は小さかったらしいが、リトルドッグと同じで子供。リトルドッグよりも口数が少なく落ち着いているように見えるが、実際はただその状況を把握していないだけ。いつもぼんやりしていて、食べ物のことを考えているか寝ているかしかしていない。胃袋が大きく、何でも食べる。

- ハリウッド　声:石井隆夫/原語版:ブライアン・カミングス
ある時は農家、またある時はカジノのオーナー、またまたある時はデパートの経営者と、登場するたびに違う役柄で二匹の行く所に出て来る、態度と図体が大きい短足のおじさん。二匹がいくら食べ物を要求しても、無視して全く違うトラブルに巻き込む。だが、二匹を陥れようとしているのではなく、ただの変人だと推測される。口癖は、「かわいいねホーント。だけど違ーう!」

- ケニー・ファウラー　声:永迫舞　原語版:ジャレット・レノン
いつもガキ大将のバズに「鈍臭い奴」と言われていじめられている少年。バズだけではなく、クラスメイト達からもいじめられているが、実際に鈍いので、同情を誘うようないじめられっ子ではない。性格は内気。成績も悪く先生に目をつけられていて、普通に歩いていても転び、靴紐も結べない。好きな女子がいるが、その女子もケニーのことは全く相手にしていないと思われる。

## スタッフ

### メインスタッフ
- 原作 / 監督 - ドノヴァン・クック
- ストーリーエディター - マーク・サラセニ
- デザイン・スーパーバイザー - ボブ・オノラート
- スーパーバイジング・アニメーションディレクター - ジョアンナ・ロメルサ
- 美術監督 - クレイグ・マクラッケン
- 背景スーパーバイザー - アル・グマー
- 編集 - ティム・アイバーソン
- 音楽 - ヴォーン・ジョンソン
- プロデューサー - ドノヴァン・クック、ラリー・フーバー
- エグゼクティブプロデューサー - バズ・ポタムキン
- アニメーション制作 - ハンナ・バーベラ・カートゥーン
- 制作協力 - MR.ビッグ・カートゥーンズ、ワン・フィルム・プロダクション
- 製作 - ハンナ・バーベラ・カートゥーン、ターナー・エンタテインメント

### <日本語版制作スタッフ>
- プロデューサー - 伊藤文子（カートゥーン ネットワーク）
- 翻訳 - 原口真由美
- 演出 - 中野洋志
- 調整 - 亀田亮治
- 日本語版制作 - ACクリエイト株式会社

## 各話リスト
- 超秘密探偵クルクルは除く。

| 話数 | サブタイトル         | 原題                             | 脚本                                      | 絵コンテ                   | 演出                                                           | アニメーションディレクター |
| ---- | -------------------- | -------------------------------- | ----------------------------------------- | -------------------------- | -------------------------------------------------------------- | -------------------------- |
| #1   | 開けドア             | Door Jam                         | ロバート・ガンナウェイ                    | マイク・ミッチェル         | ドノヴァン・クック                                             | ヴィンス・ウォーラー       |
| #1   | ホネはどこ?          | Where's The Bone?                | ロバート・ガンナウェイ                    | ゲンディ・タルタコフスキー | ドノヴァン・クック                                             | -                          |
| #2   | コーンフレーク       | Corn Flakes                      | マーク・サラセニ                          | ロブ・レンゼッティ         | ドノヴァン・クック                                             | ヴィンス・ウォーラー       |
| #2   | いつでも一緒         | Home is Where your Head is       | マーク・サラセニ                          | トニー・クレイグ           | ドノヴァン・クック                                             | -                          |
| #3   | ラスベガス           | Vegas Buffet                     | マーク・サラセニ                          | トニー・クレイグ           | ドノヴァン・クック                                             | -                          |
| #3   | 恋のひととき         | Love in the Park                 | ロバート・ガンナウェイ                    | トニー・クレイグ           | ドノヴァン・クック                                             | ヴィンス・ウォーラー       |
| #4   | 宝物自慢             | Show and Tell                    | マーク・サラセニ                          | コンラッド・ヴァーノン     | ドノヴァン・クック                                             | -                          |
| #4   | ドライブイン         | At the Drive In                  | マーク・サラセニ                          | コンラッド・ヴァーノン     | ドノヴァン・クック                                             | -                          |
| #5   | スペースドッグ       | Space Dogs                       | ヘンリー・ギルロイ                        | ロブ・レンゼッティ         | ドノヴァン・クック                                             | ロン・ヒュガート           |
| #5   | パイはどこ?          | Pie in the Sky                   | レーン・ライチャート                      | ビリー・ボブ・タッカー     | ドノヴァン・クック                                             | ラス・ムーニー             |
| #6   | 25セント             | A Quarter                        | ロバート・ガンナウェイ                    | トニー・クレイグ           | ドノヴァン・クック                                             | ヴィンス・ウォーラー       |
| #6   | レッド               | Red                              | リチャード・パーセル レーン・ライチャート | アシュリー･ブラノン        | ドノヴァン・クック                                             | ゲンディ・タルタコフスキー |
| #7   | ハリウッド先生       | Substitute Teacher               | マーク・サラセニ                          | ロブ・レンゼッティ         | ドノヴァン・クック                                             | -                          |
| #7   | こっちが近道         | Seeing Eye Dogs                  | ロバート・ガンナウェイ                    | ロン・ゾーマン             | ドノヴァン・クック                                             | ボブ・ジャック             |
| #8   | おばけがでた         | Spooks-A-Poppin'                 | リチャード・パーセル                      | ビリー・ボブ・タッカー     | ドノヴァン・クック                                             | ロン・ヒュガート           |
| #8   | シープドッグ         | Sheep Dogs                       | シルヴィア・エドワーズ                    | マウロ・カサレーゼ         | ドノヴァン・クック                                             | ボブ・ジャック             |
| #9   | ゆかいな家族         | Family Values                    | レーン・レイチャート                      | トニー・クレイグ           | ドノヴァン・クック                                             | ロン・ヒュガート           |
| #9   | レッドの逆襲         | Red Strikes Back                 | リチャード・パーセル                      | ロン・ゾーマン             | ドノヴァン・クック                                             | ボブ・ジャック             |
| #10  | ゴミの日             | Trash Day                        | ロバート・ガンナウェイ                    | ビリー・ボブ・タッカー     | ドノヴァン・クック                                             | ヴィンス・ウォーラー       |
| #10  | ハリウッドの箱舟     | Hollywood's Ark                  | レーン・レイチャート                      | ビリー・ボブ・タッカー     | ドノヴァン・クック                                             | -                          |
| #11  | スタントドッグ       | Stunt Dogs                       | ロバート・ガンナウェイ                    | ロブ・レンゼッティ         | ドノヴァン・クック                                             | ゲンディ・タルタコフスキー |
| #11  | レッドの復讐         | Return of Red                    | リチャード・パーセル レーン・レイチャート | ケリー・アームストロング   | ドノヴァン・クック                                             | ボブ・ジャック             |
| #12  | ふしぎな金曜日       | Far-Out Friday                   | マーク・サラセニ                          | ビリー・ボブ・タッカー     | ドノヴァン・クック                                             | -                          |
| #12  | ぴったり当てまショー | Let's Make a Right Price         | リチャード・パーセル                      | ジョー・サッグス           | ドノヴァン・クック                                             | ヴィンス・ウォーラー       |
| #13  | ネコ!                | Cat!                             | マーク・サラセニ                          | ロブ・レンゼッティ         | ドノヴァン・クック                                             | -                          |
| #13  | 恋のキューピッド     | Love Doctors                     | マーク・サラセニ                          | ロブ・レンゼッティ         | ドノヴァン・クック                                             | ゲンディ・タルタコフスキー |
| #14  | (不明)               | Jerk                             | マーク・サラセニ ロブ・レンゼッティ       | エディ・フィッツジェラルド | ゲンディ・タルタコフスキー                                     | -                          |
| #15  | (不明)               | Las Pelotas!                     | ドノヴァン・クック                        | ドノヴァン・クック         | ドノヴァン・クック                                             | -                          |
| #16  | (不明)               | Post Office                      | ロバート・ガンナウェイ                    | トニー・クレイグ           | ドノヴァン・クック                                             | -                          |
| #17  | (不明)               | Day Dream                        | ロブ・レンゼッティ                        | ロブ・レンゼッティ         | ロブ・レンゼッティ                                             | -                          |
| #18  | (不明)               | Love                             | マーク・サラセニ                          | コンラッド・ヴァーノン     | ドノヴァン・クック トッド・フレデリクセン マイルス・トンプソン | -                          |
| #19  | (不明)               | Inside Out                       | ロバート・ガンナウェイ                    | トニー・クレイグ           | トニー・クレイグ                                               | -                          |
| #20  | (不明)               | Spit Soup                        | シルヴィア・エドワーズ マーク・サラセニ   | テッド・マトー             | トニー・クレイグ                                               | -                          |
| #21  | (不明)               | Fun!                             | ロブ・レンゼッティ                        | ロブ・レンゼッティ         | ロブ・レンゼッティ                                             | -                          |
| #22  | (不明)               | The Rise and Fall of the Big Dog | -                                         | テディ・ニュートン         | ドノヴァン・クック                                             | -                          |
| #23  | (不明)               | Cookies, Ookies, Blookies        | マーク・サラセニ ロブ・レンゼッティ       | アンドリュー・スタントン   | ドノヴァン・クック トニー・クレイグ                            | -                          |
| #24  | (不明)               | Cartoon Canines                  | ロバート・ガンナウェイ                    | マイルス・トンプソン       | トニー・クレイグ                                               | -                          |
| #25  | (不明)               | Bathroom Humor                   | ジーク・カム                              | トッド・フレデリクセン     | トニー・クレイグ                                               | -                          |
| #26  | (不明)               | Hobo Hounds                      | ロブ・レンゼッティ                        | ロブ・レンゼッティ         | ロブ・レンゼッティ                                             | -                          |

日本で公開されたのは、現在上記の13話のみ。日本未公開のエピソードは全部で13話ある。